# Kawasaki Z1
Die Kawasaki 900 Z1 bzw. 900 Super4, später Kawasaki Z 900, ist ein Motorrad mit Vierzylinder-Viertaktmotor, das der japanische Hersteller Kawasaki im Jahr 1972 auf den Markt brachte. Die Maschine war lange Zeit stilprägend für die Z-Baureihe von Kawasaki.

## Technik
- luftgekühlter Vierzylinder-Reihenmotor, quer eingebaut, 79 DIN-PS bei 8.000 min−1 (Z 900 ab 1975: 81 PS bei 8.000 min−1); US-Ausführung: 82 PS bei 8.500 min−1
- 903 cm³ Hubraum, zwei obenliegende Nockenwellen (DOHC) von einer Einfach-Rollenkette angetrieben, 2 Ventile pro Zylinder über Tassenstößel betätigt
- Bohrung/Hub: 66 / 66 mm
- Verdichtung: 8,5 : 1
- 4 Mikuni-Vergaser Ø 28 mm
- 4-in-4 Auspuffanlage
- Tankvolumen: 16,5 Liter davon 3 l Reserve
- Kraftstoff: Super 95 ROZ
- Kraftstoffverbrauch: ca. 8 l/100 km
- Doppelschleifen-Rohrrahmen
vorne Teleskopgabel/hinten Schwinge mit 2 Federbeinen
- Kickstarter und elektrischer Anlasser
- Hinterradantrieb über Einfach-Rollenkette 3/4" x 3/8"
- hydraulisch betätigte Scheibenbremse vorn (eine Scheibe Ø 296 mm), Trommelbremse hinten (Ø 200 × 35 mm)
- Reifendimension vorne:  3.25-19 4PR / 4.10-19 / 90 H 19
- Reifendimension hinten: 4.00-18 4PR / 4.25-18 / 90 H 18
- Gewicht: 246 kg (ab 1975: 256 kg)
- Zuladung: 140 kg (ab 1975: 130 kg)
- Höchstgeschwindigkeit: über 210 km/h (lt. Fahrzeugbrief)
- Beschleunigung: von 0 auf 100 km/h in 4,5 s (laut Prospekt)

## Entwicklung
Als Honda 1969 mit der CB 750 das erste Großserienmotorrad mit quer eingebautem 4-Zylinder-Viertaktmotor auf den Markt brachte, hatten die Ingenieure bei Kawasaki ebenfalls Pläne für ein 750er Viertakt-Modell in der Schublade. Kawasaki war bis dahin mit Dreizylinder-Zweitaktmotoren wie in der zeitlichen Abfolge der Kawasaki 500 H1 Mach III, Kawasaki 750 H2 Mach IV, 250 S1 Mach I, 350 S2 Mach II und der 400 S3 Mach II sehr erfolgreich gewesen. Der Stern dieser schnellen, aber wegen ihrer labilen Fahrwerke berühmt-berüchtigten „Raketen“ sank und die sparsameren Viertaktmotoren fanden immer mehr Anhänger.
Erste Arbeiten begannen schon 1967 und liefen unter dem Codenamen „NYS“, was für „New York Steak“ stand. Nach den bisher mäßigen Erfolgen mit der W1, W1S, W1SS, W2, W2SS, W2TT und W3 auf dem US-Markt wollte man ein Motorrad mit mehr Stil und Technik entwickeln. Beteiligte Entwickler waren Yukio Ohtsuki, Osamu Tanegashima, Gyoichi Inamura, Toshio Togashi, Norimasa Tada und Akihiko Kyohara, sowie die Testfahrer Jyo Bito und Norihiko Takahashi. Es sollte der Zeit voraus sein und die Schadstoff-Standards mehr als erfüllen.
Die Entscheidung war zunächst, einen Vierzylindermotor mit zwei obenliegenden Nockenwellen (DOHC) und 750 cm³ Hubraum zu verwenden. 1968 begannen die Arbeiten an der Konstruktion und Anschauungsmodelle wurden gebaut. Die Konstrukteure waren zunächst entsetzt, als Honda 1968 auf der Tokio Motor Show seine CB 750 Four präsentierte.
Nach einiger Zeit kam man zu der Entscheidung, den Markt für die Konkurrenzmaschine genauer zu analysieren. Dabei wurde erkannt, dass auf dem Motorradmarkt noch genügend Spielraum für weitere und größere Maschinen war. Man beschloss, den Hubraum auf 900 cm³ zu vergrößern. (Die 750 cm³ Version mit 69 PS sollte für den japanischen Markt als Z 750-RS (Z2) von 1973 bis 1974 vorbehalten sein, die Nachfolgerin nannte sich bis 1977 Z-750).
Eine weitere 750er für den Weltmarkt kam für die Verantwortlichen bei Kawasaki nicht in Frage – man wollte sich deutlich vom Konkurrenten Honda unterscheiden. Zwei Maschinen der Z1-Vorserie wurden Anfang 1972 nach Los Angeles geflogen und einer Dauerbelastung ausgesetzt. Ein Langstreckentest von Los Angeles nach Daytona und zurück mit Höchstgeschwindigkeitsfahrten auf Rennstrecken an der Route wurden absolviert. Die Maschinen gingen zur Untersuchung zurück nach Japan und zu einem weiteren Test nochmals in die USA.
Kawasaki stellte die neue Kawasaki Z1 Super4 der internationalen Fachpresse im Juni 1972 in Japan vor. Das Motorrad galt mit seinem 82 PS (US-Ausführung) starken DOHC-Motor als technischer Meilenstein. Die Konstruktion war so ausgereift, dass der Motor zwölf Jahre lang mit nur kleinen Veränderungen wie der Hubraumerhöhung auf 1000 cm³ im Nachfolger Kawasaki Z 1000 von 1977 in der Modellpalette blieb.
In Europa wurde die Maschine im September 1972 auf der IFMA in Köln vorgestellt.

## Fahreigenschaften
Das deutsche Modell hatte 79 PS (bei 8.000 min−1). Im Prospekt war eine Höchstgeschwindigkeit von über 230 km/h angegeben. Messungen in Testberichten zufolge lag die tatsächliche Höchstgeschwindigkeit bei 211 km/h, wobei mit Flachlenker und leichtem Fahrer 227 km/h erreicht wurden. Die Z900 A4 mit 81 PS, aber kürzerer Übersetzung wurde von der Zeitschrift „Motorrad“ (Heft 4/76) eine Höchstgeschwindigkeit von 217,2 km/h (solo langliegend) und eine Beschleunigung von 0 auf 100 km/h in 3,5 s gemessen (Mit Sozia/Sozius: 202,6 km/h und 5,0 s). Franz-Josef Schermers Testbericht über die Fahrleistungen dieses damals schnellsten Serienmotorrades hatte die Überschrift „Frankensteins Tochter“.
Der Grund für diese diabolische Bezeichnung lag nicht direkt in den enormen Fahrleistungen begründet, sondern vor allem in dem Fahrwerk, das wie bei vielen anderen japanischen Maschinen dieser Zeit der enormen Motorkraft nicht gewachsen war. Entsprechend schnell konnte es zu unberechenbaren und gefährlichen Situationen mit dieser Maschine kommen. Bei Vollgas-Beschleunigung neigte das Vorderrad zum Abheben. Federung und Dämpfung waren unzureichend abgestimmt, und die Scheibenbremse vorn war unterdimensioniert. Unruhe im Fahrwerk entstand bei höheren Geschwindigkeiten auch durch den Hochlenker und die damit erzwungene aufrechte Sitzposition. Die Maschine neigte infolge der rollengelagerten Kurbelwelle außerdem stark zu Vibrationen, ab Tempo 120 sei im Rückspiegel nichts mehr zu erkennen gewesen. Im Zuge der Modellpflegen konnten diese gravierenden Mängel schrittweise abgebaut werden.

## Das erste „Big Bike“
Die Kawasaki Z1 war das erste „Big Bike“, welches in Großserie hergestellt wurde und hat die Standards einer neuen Motorradklasse definiert. Die Maschine wurde 1972 in Deutschland für 7.200 DM inklusive 11 % Umsatzsteuer angeboten, was heute ca. 14.000 Euro entspricht. Sie war damit nur 600 DM teurer als die 12 PS schwächere Honda CB 750 Four.
Trotz des bereits 1974 aufgrund der guten Absatzzahlen um 1300 DM erhöhten Preises war sie im Frühjahr 1975 mit 8.500 DM (13.600 Euro) immer noch deutlich günstiger als z. B. die 76 PS starke Benelli 750 Sei mit Sechszylindermotor (9.690 DM/15.500 Euro) oder die für 9.000 DM (14.400 Euro) erhältliche Laverda 1000 mit Dreizylindermotor und 78 PS.
Die Rahmennummern der ersten Serie von 1972 reichten bis ca. Z1F-05200, das 73er Modell bis Z1F-20000, 74er Z1A bis Z1F-47500, 75er Z1B bis Z1F-85700.

## Modellversionen
- 1972-1973 Z1/900 Super4  1. Farbe: Tank und Seitendeckel in Dunkelrot und einer geschwungenen Tankfläche in Rot, sowie 2. Farbe: Tank, Seitendeckel und Bürzel (Heckverkleidung) in Dunkelbraun (Diamant brown) und einer geschwungenen Tankfläche in Gelb. Motor schwarz lackiert.
- 1974 Z1A  1. Farbe: Tank, Seitendeckel und Bürzel in Dunkelrot und breitem+schmalen Streifen in Orange + schmalen Streifen in Weiß, sowie 2. Farbe: Tank, Seitendeckel und Bürzel in Dunkelgrün und breitem+schmalen Streifen in Gelb + schmalen Streifen in Weiß.
- 1975 Z1B  Farbe: Tank, Seitendeckel und Bürzel in Dunkelbraun (Diamant brown) und Streifen in Gold und Weiß. Nun mit O-Ring Antriebskette.
- 1976 Z900 A4  Farbe: Tank, Seitendeckel und Bürzel in Dunkelgrün und schmalen Streifen in Grün und Gold

## Modellpflege und Nachfolge
Der Ende 1975 vorgestellte verbesserte Nachfolgetyp Kawasaki Z 900 kostete ebenfalls 8.500 DM, hatte aber stabilere Rahmenrohre (Wandstärke 2,3 statt 1,8 mm) und eine stärkere Bremse vorn (zwei Scheiben Ø 296 mm – vorher eine Scheibe mit Ø 200 mm), was die Fahrsicherheit merklich verbesserte. Der überarbeitete Motor leistete zwei PS mehr (81 PS). 1977 wurde der Hubraum durch Aufbohren auf 1015 cm³ erhöht und die Bezeichnung in Kawasaki Z 1000 (A1) geändert.
Bis zur „Z 1000 A2“, die ab 1978 am Markt war, wurde das typische Design mit dem markanten Tropfentank beibehalten. Erst Ende des Jahres 1978 wurde mit der Z 1000 Z1-R dem Zeitgeist genüge getan und auch Kawasakis Motorräder bekamen gerade Ecken und Kanten.
Dieser Wechsel im Design bewog Kawasaki 1991 dazu, die Modelle „ZR 550 / 750 / 1100 Zephyr“ zu bauen, die optisch der Linie des Originals folgten und ca. 10 Jahre lang auch im deutschen Programm waren. In Japan gibt es nach wie vor eine „Zephyr X 400“, die auch das Tankdekor der ersten Z1 trägt und über eine 4-in-1 Auspuffanlage verfügt.
Seit 2002 baut Kawasaki wieder eine 1000er unter dem legendären Namen, nämlich die Kawasaki Z 1000.
Ab 2016 wurde der Name Z 900 wiederbelebt und zunächst die Z900 als Modell aufgelegt. Zum Modelljahr 2018 hat Kawasaki mit der Z 900 RS eine Variante aufgelegt, die sehr viele optische Anleihen an die originale 900 Z1/Z 900 aufweist.

## Szene
Mit dem Aufleben des Internets hat nicht nur in Deutschland die „Classic Z-Szene“ einen regelrechten Aufschwung erlebt. So sind Foren entstanden, auf denen Interessierte Informationen, Teile und Schraubertipps austauschen.